# Eyalato de Trebisonda
El eyalato de Trebisonda (en turco otomano: ایالت طربزون; Eyālet-i Ṭrabzōn‎) o Beylerbey de Trabzon fue un eyalato del Imperio otomano. 
Establecida en 1598, siguió siendo una región principalmente cristiana en el siglo XVII, mucho después de que el resto de Anatolia se hubiera convertido al islam. Su área reportada en el siglo XIX era de 10 507 millas cuadradas (27 213,1 km²).

## Divisiones administrativas
| Sanjacados de Trebisonda en el siglo XVII: 1. Sanjacado de Gümüşhane 2. Sanjacado de Jankha 3. Sanjacado de Vitze 4. Sanjacado de Gonio 5. Sanjacado de Batumi | Sanjacados a principios del siglo XIX: 1. Sanjacado de Trebisonda 2. Sanjacado de Giresun 3. Sanjacado de Lazistán |